# 凶器 (プロレス)
プロレスにおける凶器（きょうき）は、プロレスの試合において対戦相手のプロレスラーを攻撃して流血させたり、自身が悪役レスラーとしてのギミックをアピールして試合を盛り上げるために使用される道具である。

## 概要
本来の凶器とは異なり、プロレスの凶器は相手レスラーの殺害を目的として使用されるわけではない。上記のように、プロレス興行としての試合を盛り上げるためのプロレス技として使用される。
通常の試合形式では凶器攻撃は反則行為だが、デスマッチやハードコアマッチ等の試合形式によっては凶器の使用がルール上認められる。また、通常の試合形式であっても、レフェリーが見ていなければ反則をとられることもないため、レフェリーの目を盗んで凶器攻撃が行われることもある。レフェリーに凶器攻撃が目撃されると通常即失格だが、団体によってはレフェリーに目撃されても「5カウントまではOK」という風潮もある
ザ・シークやアブドーラ・ザ・ブッチャーなどのように、リングシューズやタイツの中に隠し持つ場合と、パイプ椅子やゴング等を凶器として悪用する場合がある。またブルーザー・ブロディ（チェーン）やタイガー・ジェット・シン（サーベル）など、入場コスチュームとして合法的に持ち込んだものを凶器として利用する場合がある。「シンのサーベルは持ち込み禁止に出来ないのか」と聞かれたレフェリーのミスター高橋は「そんなことを言ったらガウンも凶器に成りうるからみんなタイツ一つで入場することになる」と答えたという。
変わった例としてジプシー・ジョーは、角材やパイプ椅子といった凶器で殴られてもなんともない（角材に至ってはジョーを殴ると折れてしまう）という手法で自分の強靱な肉体をアピールした。
また、高木三四郎の相手が用いる選挙ポスターなどの「精神的な凶器」もある。

## 歴史
プロレスの試合では、古くから善玉レスラー（ベビーフェイス）対悪玉レスラー（ヒール）の対立図式で興行を成立させる手法が用いられてきた。1960年代のアメリカマットでは、ブルーノ・サンマルチノが「MSGの帝王」として絶対的ベビーフェイスとして君臨し、対立するヒールレスラーであるプロフェッサー・タナカやグレート東郷などの日系ギミックのレスラーは塩を凶器として使用し、サンマルチノの顔面にすりこむ等した。また、ザ・シークは火種を隠し持っての火炎攻撃まで展開した。
日本マットでは、力道山が活躍した時代はフレッド・ブラッシーのような噛みつき口撃が流血戦の主流で（それでもテレビ観戦した老人のショック死が報じられる等、テレビ放送に関しては社会問題とする傾向が強かった）、凶器攻撃はミスター・アトミックやミスター・X、ザ・デストロイヤーなどが覆面に飲料水の瓶の栓を忍ばせ頭突きをするいわゆる「凶器入り頭突き」以外は控えられていた。
力道山死後、ディック・ザ・ブルーザーやクラッシャー・リソワスキー、キラー・カール・コックスなどの凶器ファイターが数多く来日するようになり、凶器攻撃による流血戦は珍しくなくなっていた。1968年にはブルート・バーナードが2メートルの角材で大木金太郎の耳をあわや削ぎ落としかけるという惨事も起こした。俗に言う日本版耳削ぎ事件である。
国際プロレスでは、1970年代に金網デスマッチによる流血戦が行われていたが、一般層には受け入れられなかった。金網デスマッチでは絶えず凶器攻撃による応酬が見られ、流血率はほぼ100%であった。金網内に持ち込んだオックス・ベーカーによる椅子攻撃で、ラッシャー木村の足が折られたのは有名である。
新日本プロレスでは1973年に初来日したタイガー・ジェット・シンがサーベルなどを使った凶器攻撃で人気を博した。
1977年12月に全日本プロレスが開催した世界オープンタッグ選手権で、ザ・シーク&アブドーラ・ザ・ブッチャー組の「地上最凶悪コンビ」がザ・ファンクス等に徹底した凶器攻撃を加えた。結果として、この大会は大成功をおさめ世界最強タッグ決定リーグ戦へと継承され、凶器攻撃による地上最凶悪コンビとザ・ファンクスの抗争が続いたことで一般層にも凶器による攻撃が認識されるようになった。
全日本女子プロレスでは、池下ユミ&阿蘇しのぶの「初代ブラック・ペア」が凶器攻撃を売りとした悪役タッグとして君臨し、後にデビル雅美、極悪同盟も凶器攻撃でヒールとしての地位を築いた。
1989年に旗揚げしたFMWがデスマッチやストリートファイトマッチなどで成功した以降は、大日本プロレス・アパッチプロレス軍等のインディー団体を中心に様々な凶器の使用が行われるようになった。最近の日本では、使用が認められている試合で凶器のことを『デスマッチアイテム』などと言うようになっている。
ハッスルやDDTでは、一定時間ごとに様々な凶器が登場して自由に使用できるルールの試合も組まれており、この試合では生身の人間が「凶器」として登場することもある。

## プロレスで使用される主な凶器

### 主に隠し持って使用
- フォーク
- 五寸釘
- はさみ
- 栓抜き
- ボールペン
- パウダー

塩、ロジン、ベビーパウダー、プロテイン、小麦粉など。
- 火炎

燃焼物を隠し持ち火をつけて投げるか、口に燃料を含んで火炎放射する。
- 毒霧

相手の顔面に向かって噴射する。墨汁や塗料を使用する選手もいる。
但し、2020年以降は新型コロナウイルスの影響から、感染拡大防止の為、使用が全面的に禁止されている。

### 主に公認凶器として使用
- チェーン

鞭のように扱って攻撃するほか、相手の首を絞めたり腕に巻いてラリアットを繰り出すなどの使い方がある。
- 竹刀
- カミソリ
- 蛍光灯
- 画鋲
- 有刺鉄線

ロープの代わりにリングに有刺鉄線を貼り付けて相手にぶつけるか、バットに巻き付けて相手を殴るための武器として用いる事もある。
- 剣山
- おろし器
- グレーター
- ノコギリ
- ドリル
- 自転車・オートバイ・自動車・トラック

自分で運転し相手に車体をぶつけるか、車の屋根からボディ・プレスする。FREEDOMSの神威と杉浦透は自分の車を会場内で使用した。
- ギター
- ガラス・ガラスボード
- 水

毒霧同様に吹きかけるか、大量に用意したものを浴びせるかして、相手の動きを止める。
- ビール瓶

かつては60分3本勝負形式の際、インターバルでレスラーが水分を補給する際に水入りのビール瓶をセコンドが用意しており、それが凶器として使われる場面がしばしばあった。
- 缶

女子レスラーが一斗缶で殴るシーンは有名。また飲料缶も客から拝借して相手に殴りかけるか投げつけるかされる。さらに折り曲げて裂けた切り口を刃物代わりとして相手に切りつけることも。
- カウベル

ロープにつきで相手を殴ることもある。
- 木材ボード

主に有刺鉄線、カミソリ、釘、ノコギリ、蛍光灯などを貼り付けて使用する。
- 金具

凶器の固定だけでなく単体でも使用。プロレスリングFREEDOMSでは木材固定用のメタルプレートコネクターを使用している。
- バット

単体だけでなく有刺鉄線や蛍光灯を巻きつけて使用する。
- 毒蛇
- タランチュラ
- イバラ
- サボテン
- おでん

ハッスル8のHHH（ハッスルハードコアヒーロー）王座決定戦で坂田亘が使用。
- 建築現場・やぐら

主に高所からの攻撃を行うため組み立てる。
- 花火・爆竹・火薬

花火はDDTのキャンプ場プロレスでマッスル坂井、飯伏らが使用。666では宮本裕向は屋内・屋外問わずにロケット花火を使う事があり、the CRAZY SKBは爆竹を大量に使用する。
- 傘
- ほうき
- 消火器
- ごみ箱
- バール
- 注射器

サムタック・ジャックや伊東竜二がしばしば用いる。
- 鞭
- メガホン
- ルアー
- 氷
- 毬栗
- 雑誌

東京女子プロレスの婚活軍は結婚情報誌を凶器として使用していた（結局、出版社から苦情が入り、使用が禁止された）。

### 備品を悪用
- タッグロープ（タッグマッチの試合で待機レスラーが握る短い紐）
- ゴング及びゴングを鳴らすための木槌
- パイプ椅子
- 実況机（長机）
- ラダー
- リングステップ（リングへ上がる際に使われる階段）
- ブルーボックス（リング組み立て用の工具入れ）
- スパナ
- 角材
- 運搬用台車
- マイク
- モニター
- グラス・ピッチャー
- テーピング
- チャンピオンベルト

## 凶器攻撃で有名なレスラー

### 日本人選手
- ミスター珍（下駄、ゴム）
- 上田馬之助（竹刀）
- ザ・グレート・カブキ（毒霧、ヌンチャク）
- 栗栖正伸（パイプ椅子）
- グレート・ムタ（毒霧、パイプ椅子、火炎攻撃等）
- 大仁田厚（火炎、毒霧、椅子等）
- シバター（セルカ棒、パイプ椅子、ハイボール缶等）
- ミスター・ポーゴ（鎖鎌、トンファー、火炎等）
- 松永光弘（有刺鉄線バット等）
- 金村キンタロー（パイプ椅子、長机、竹刀等）
- 天龍源一郎 （テープで覆ったビール瓶、毒霧）
- 田中将斗（白い粉が入った白いギター※ハッスル出場時、長机、パイプ椅子等）
- 黒田哲広（自転車、割れた机の板等）
- 吹本賢児（ルアー、釣竿、ホットプレート、ガジェット）
- TAJIRI（毒霧）
- BADBOY非道（有刺鉄線バット、ハサミ）
- 伊東竜二（蛍光灯で出来た様々なオブジェ。これまで蛍光灯で束、簾、東京タワー、観覧車などの様々なオブジェを作っては、リングに持ち込んで来た。）
- 葛西純 (竹串、有刺鉄線)
- "黒天使"沼澤邪鬼（画鋲が仕込まれた蛍光灯束、鎌）
- 佐々木貴（蛍光灯、剣山。かつては試合中に剣山が頭に突き刺さったエピソードがきっかけで剣山プロレスの第一人者と呼ばれていた。）
- 本間朋晃（蛍光灯。大日本の代名詞とも言える「蛍光灯デスマッチ」を考案した。）
- 真壁刀義（鎖、パイプ椅子、旗等）
- 矢野通（番傘、下駄、塩、酒、パイプ椅子等）
- 飯塚高史（アイアンフィンガー・フロム・ヘル、マイクのコード等）
- 金丸義信（酒、角瓶等）
- SHO（レンチ）
- タイチ（スタンドマイク、パイプ椅子、木槌、アイアンフィンガー・フロム・ヘルなど）
- EVIL （パイプ椅子）
- 成田蓮（改良型プッシュアップバー）
- ディック東郷（スポイラーズチョーカー）
- 高橋裕二郎（ケイン）
- BUSHI （毒霧、Tシャツ、パイプ椅子など）
- SANADA （金属バット（LIJ加入初期のみ。現在は全く見られない））
- 杉浦貴（パイプ椅子）
- 高尾蒼馬（金だらい）
- 森嶋猛（スポンジ状の石斧）
- 拳王（竹刀）
- マイバッハ谷口（刺又）
- バラモン兄弟（ゴミ箱、竹刀など数多くの凶器をいつも持ち込んでいる。）
- フロリダ・ブラザーズ（パイプ椅子）
- VOODOO-MURDERS（鉄パイプ、金属バット、鞭等）
- フランク篤（巨大なフランクフルト）
- 佐藤悠己（マジカル・ロッド）
- 鷹木信悟（パイプ椅子、机、有刺鉄線ボード、有刺鉄線バット）
- Eita（パイプ椅子、有刺鉄線ボード）
- 石田凱士（六角棒、スパナ、鉄パイプ）
- Gamma（水、竹刀、唾）

女子
- ブラック・ペア（池下ユミ&阿蘇しのぶ）（スパナ）
- マミ熊野（レモン）
- デビル雅美（木刀）
- 長与千種（ブルロープ、蛍光灯）
- ライオネス飛鳥（机）
- ダンプ松本（竹刀、鎖、鞭、一斗缶、フォーク、ハサミ等）
- ブル中野（ヌンチャク）
- グリズリー岩本（竹刀）
- 北斗晶（木刀）
- 堀田祐美子（チェーン）
- 紅夜叉（木刀）
- アジャ・コング（一斗缶、通称：アジャ缶）
- バイソン木村（トンファーバトン）
- 尾崎魔弓（チェーン、パイプ椅子、毒霧、蛍光灯、机、有刺鉄線、リングを組み立てる器具、棒）
- KAORU（机の切れ端、机、毒霧、ラダー）
- 井上貴子（警棒型スタンガン）
- シャーク土屋（鎖鎌、火炎、有刺鉄線木刀）
- 里美和（濡れタオル）
- GAMI（メガホン、うがい水）
- ラス・カチョーラス・オリエンタレス（パイプ椅子、鉄柵）
- 浜田文子（パイプ椅子）
- おばっち飯塚（大根、鍋）
- 木村響子（鎖）
- シュガー佐藤（ドラム缶）
- バンビ（鞭）
- サソリ（ハンガー）
- 西尾美香（一本鞭）
- ミクロ（拡声器（叩くのではなく、耳元で絶叫する）、札束）
- スーパーヒール・植松寿絵（木刀）
- リン・バイロン（トンファーバトン）
- 大畠美咲（バラ鞭）
- 桜花由美（バラ鞭・短鞭・スパンキングパドル）
- チェリー（バット）
- 野崎渚（竹刀）
- 藤本つかさ（サッカーボール）
- 志田光（竹刀）
- 永島千佳世（松葉杖、毒霧）
- 紫雷美央（コーンバー・誘導棒・カラーコーン）
- 松本都（汎用うさぎのぬいぐるみ）
- 世羅りさ（有刺鉄線竹刀・ラダー）
- 雪妃真矢（一本鞭（OZアカデミー参戦時のみ））
- 藤田あかね（プラスチック製バット・プラスチック製組み立て式ブロック玩具）

### 外国人選手
- グレート東郷（塩）
- ハロルド坂田（刃物を仕込んだ帽子） ※『007 ゴールドフィンガー』出演時の役柄（オッドジョブ）
- プロフェッサー・タナカ（塩）
- ブル・カリー（ドラム缶）
- ミスター・アトミック（覆面の中に物を入れての頭突き）
- ファビュラス・カンガルーズ（ブーメラン）
- フレッド・ブラッシー（ステッキ） ※マネージャー転向後
- グレート・マレンコ（葉巻） ※マネージャー転向後
- ザ・シーク（火炎、ボールペン、五寸釘等）
- ディック・ザ・ブルーザー（メリケンサック）
- クラッシャー・リソワスキー（メリケンサック）
- ブルート・バーナード（角材、スパナ等リングサイドにあるものすべて）
- キラー・カール・コックス（栓抜き）
- アブドーラ・ザ・ブッチャー（フォーク、五寸釘等）
- タイガー・ジェット・シン（フェンシングサーベル、ターバン、五寸釘等）
- ジプシー・ジョー（ブッシュ・ナイフ、ハサミ）
- クレイジー・キラー・ブルックス（骨）
- ジ・エンフォーサー（スタンガン）
- オックス・ベーカー（チェーン）
- イワン・コロフ（チェーン）
- アレックス・スミルノフ（チェーン）
- ブルーザー・ブロディ（チェーン）
- スタン・ハンセン（ブルロープ、場合によってはカウベルで殴ることも）
- ダッチ・マンテル（牛追い鞭）
- ビル・アーウィン（牛追い鞭）
- ザ・ムーンドッグス（骨）
- ハクソー・ジム・ドゥガン（角材）
- ビッグ・ボスマン（警棒）
- ホンキー・トンク・マン（ギター）
- ジェイク・ロバーツ（ニシキヘビ、コブラ）
- "ザ・モデル" リック・マーテル（香水スプレー）
- ミック・フォーリー（靴下、有刺鉄線バット）
- ジェフ・ジャレット（ギター）
- スティーブ・ブラックマン（ヌンチャク、トンファー、竹刀）
- トミー・ドリーマー（竹刀）
- サンドマン（竹刀）
- ニュー・ジャック（大量の凶器入りのゴミ箱）
- ダッドリー・ボーイズ（ババ・レイ・ダッドリー、ディーボン・ダッドリー、スパイク・ダッドリー）（長机）
- ハーディー・ボーイズ（マット・ハーディー、ジェフ・ハーディー）（脚立）
- トリプルH（スレッジハンマー）
- フィンレー&リトル・バスタード（棍棒）
- アビス&ジェームズ・ミッチェル（画鋲）
- ジョン・シナ（チェーン）
- マッドマン・ポンド（折り畳み式ノコギリ、「STOP」と書かれた六角形の看板、タッカー、ハサミ）
- 2・タフ・トニー（有刺鉄線バット）
- デルタ・ダーン（ニシキヘビ）
- タイラー・ブリーズ  (自撮り棒)
- レザーフェイス（チェーンソー）
- ロード・ヒューマンガス、ジェイソン・ザ・テリブル、海賊男（ホッケーマスク）